# Sociedad de Inversiones en Infraestructura
Sociedad de Inversiones en Infraestructura S.A., más conocida como SIISA, es la Filial de la empresa de transportes Tur Bus, encargada en construir, administrar y operar los distintos terminales del Grupo Tur Bus y sus filiales tanto en Chile como en el extranjero.
Actualmente, SIISA opera los terminales de: Antofagasta, Copiapó, La Serena, Ovalle, Santiago, Rancagua, Talca, Chillán, Los Ángeles, Concepción y Temuco, todos propiedad de Tur Bus o sus filiales.